# Oecetis iti
Oecetis iti är en nattsländeart som beskrevs av Mcfarlane 1964. Oecetis iti ingår i släktet Oecetis och familjen långhornssländor. Inga underarter finns listade i Catalogue of Life.